# Jerry Wasserman
Jerry Wasserman (Cincinnati, 2 novembre 1945) è un attore statunitense.

## Biografia
Nativo dell Ohio, Wasserman ha ricevuto una laurea in letteratura inglese alla Cornell University ed in seguito è diventato docente del dipartimento di teatro e film alla Università della Columbia Britannica. In patria è particolarmente noto per le frequenti collaborazioni con Don S. Davis.

## Filmografia

### Cinema
- Sotto accusa (The Accused), regia di Jonathan Kaplan (1988)
- La mosca 2 (The Fly II), regia di Chris Walas (1989)
- Senti chi parla (Look Who's Talking), regia di Amy Heckerling (1989)
- Frequenze pericolose (Stay Tuned), regia di Peter Hyams (1992)
- Alive - Sopravvissuti (Alive), regia di Frank Marshall (1993)
- Missione senza nome - Red Scorpion 2 (Red Scorpion 2), regia di Michael Kennedy (1994)
- Max, regia di Charles Wilkinson (1994)
- Maternal Instincts, regia di George Kaczender (1996)
- Top model per caso (Head Over Heels), regia di Mark Waters (2001)
- Liberty Stands Still, regia di Kari Skogland (2002)
- Io, robot (I, Robot), regia di Alex Proyas (2004)
- Bob - Un maggiordomo tutto fare (Bob the Butler), regia di Gary Sinyor (2005)
- The Butterfly Effect 2, regia di John R. Leonetti (2006)
- Black Christmas - Un Natale rosso sangue (Black Christmas), regia di Glen Morgan (2006)
- Mimzy - Il segreto dell'universo (The Last Mimzy), regia di Robert Shaye (2007)
- Watchmen, regia di Zack Snyder (2009)
- A Dangerous Man - Solo contro tutti (A Dangerous Man), regia di Keoni Waxman (2009)
- The Editor, regia di Adam Brooks e Matthew Kennedy (2014)
- Ondata calda (Heatwave), regia di Ernie Barbarash (2022)

### Televisione
- Spot Marks the X, regia di Mark Rosman – film TV (1986)
- Stingray – serie TV, episodio 2x08 (1987)
- Stone Fox, regia di Harvey Hart – film TV (1987)
- I viaggiatori delle tenebre (The Hitchhiker) – serie TV, episodio 4x11 (1987)
- Le mani di uno sconosciuto (Hands of a Stranger), regia di Larry Elikann – film TV (1987)
- Airwolf – serie TV, episodi 1x01-1x18 (1987)
- Assault and Matrimony, regia di James Frawley – film TV (1987)
- The New Adventures of Beans Baxter – serie TV, 15 episodi (1987)
- J.J. Starbuck – serie TV, episodio 1x13 (1988)
- Il ragno rosso (The Red Spider), regia di Jerry Jameson – film TV (1988)
- The Penthouse, regia di David Greene – film TV (1989)
- Crimini misteriosi (Unsub) – serie TV, episodio 1x08 (1989)
- Disneyland – serie TV, episodio 3x23 (1989)
- Top of the Hill – serie TV, episodio 1x02 (1989)
- I quattro della scuola di polizia (21 Jump Street) – serie TV, 5 episodi (1987-1989)
- Danger Bay – serie TV, episodi 1x14-3x16-6x11 (1986-1989)
- Sky High, regia di James Whitmore Jr. e James Fargo – film TV (1990)
- Oltre la legge - L'informatore (Wiseguy) – serie TV, 6 episodi (1987-1990)
- Booker – serie TV, episodi 1x17-1x19-1x21 (1990)
- MacGyver – serie TV, episodi 4x05-5x13-6x03 (1988-1990)
- Bordertown – serie TV, episodi 1x25-2x21-3x22 (1989-1990)
- Scene of the Crime – serie TV, episodio 1x03 (1991)
- Broken Badges – miniserie TV (1991)
- Palace Guard – serie TV, episodi 1x01-1x06 (1991)
- Fly by Night – serie TV, episodio 1x03 (1991)
- The Adventures of Black Stallion – serie TV, episodio 2x21 (1992)
- Still Not Quite Human, regia di Eric Luke – film TV (1992)
- La paura della verità (Shame), regia di Dan Lerner – film TV (1992)
- The Heights – serie TV, 5 episodi (1992)
- The Hat Squad – serie TV, episodio 1x11 (1993)
- Miracle on Interstate 880, regia di Robert Iscove – film TV (1993)
- Lo sconosciuto alla porta (When a Stranger Calls Back), regia di Fred Walton – film TV (1993)
- Sherlock Holmes Returns, regia di Kenneth Johnson – film TV (1993)
- Appello finale (Final Appeal), regia di Eric Till – film TV (1993)
- Cobra Investigazioni (Cobra) – serie TV, episodio 1x05 (1993)
- I figli delle altre (Other Women's Children), regia di Anne Wheeler – film TV (1993)
- Divorzio di sangue (The Only Way Out), regia di Rod Hardy – film TV (1993)
- Neon Rider – serie TV, episodi 1x14-2x14-4x03 (1990-1993)
- Se un giorno mio figlio non tornasse (Moment of Truth: Broken Pledges), regia di Jorge Montesi – film TV (1994)
- Un angelo di nome Gabriel (Heart of a Child), regia di Sandor Stern – film TV (1994)
- Tears and Laughter: The Joan and Melissa Rivers Story, regia di Oz Scott – film TV (1994)
- Insieme verso la notte (Roommates), regia di Alan Metzger – film TV (1994)
- The Diary of Evelyn Lau, regia di Sturla Gunnarsson – film TV (1994)
- Vonnie è scomparsa (The Disappearance of Vonnie), regia di Graeme Campbell – film TV (1994)
- In fuga per la libertà (Nowhere to Hide), regia di Bobby Roth – film TV (1994)
- Per mancanza di prove (Beyond Betrayal), regia di Carl Schenkel – film TV (1994)
- M.A.N.T.I.S. – serie TV, 6 episodi (1994)
- X-Files (The X-Files) – serie TV, episodi 1x21-2x11 (1994)
- Birdland – serie TV, 1 episodio (1994)
- Robin's Hoods – serie TV, episodio 1x20 (1995)
- Trust in Me, regia di Bill Corcoran – film TV (1995)
- Marshal (The Marshal) – serie TV, episodio 1x09 (1995)
- Fuga dalla Zona 14 (Deadlocked: Escape from Zone 14), regia di Graeme Campbell – film TV (1995)
- La divisa strappata (She Stood Alone: The Tailhook Scandal), regia di Larry Shaw – film TV (1995)
- When the Vows Break, regia di Eric Till – film TV (1995)
- La mia migliore amica (When Friendship Kills), regia di James A. Contner – film TV (1996)
- Profit – serie TV, episodio 1x01 (1996)
- Madre senza colpa (She Woke Up Pregnant), regia di James A. Contner – film TV (1996)
- Poltergeist (Poltergeist: The Legacy) – serie TV, episodio 1x10 (1996)
- Two – serie TV, episodio 1x01 (1996)
- Mother Trucker: The Diana Kilmury Story, regia di Sturla Gunnarsson – film TV (1996)
- Gone in a Heartbeat, regia di Jerry Jameson – film TV (1996)
- Oltre i limiti (The Outer Limits) – serie TV (1995)
- Sentinel – serie TV (1996)
- Scuola di polizia (Police Academy: The Series) – serie TV, episodio 1x05 (1997)
- Mr. Magoo, regia di Stanley Tong - film TV (1997)
- Viper, serie TV, episodio 3x15 (1998)
- Amore senza tempo  (Evolution's Child), regia di Jeffrey Reiner – film TV (1999)
- Cold Squad - Squadra casi archiviati (Cold Squad) – serie TV, 12 episodi (1998)
- Stargate SG-1 – serie TV, episodi 2x14-7x20 (1998-2004)
- Il corvo (The Crow) – serie TV, 4 episodi (1999)
- Il richiamo della foresta (Call of the Wild) – serie TV, episodi 1x03-1x12 (2000)
- Tesoro, mi si sono ristretti i ragazzi (Honey, I Shrunk the Kids: The TV Show) – serie TV, episodio 3x15 (2000)
- Mysterious Ways – serie TV, 4 episodi (2001-2002)
- Dark Angel – serie TV, episodio 2x13 (2002)
- Taken – miniserie TV, puntata 2 (2002)
- Smallville – serie TV, 4 episodi (2002-2005)
- The Dead Zone – serie TV, episodio 2x04 (2003)
- Tru Calling – serie TV, episodio 1x13 (2004)
- Battlestar Galactica – serie TV, episodio 3x16 (2007)
- Supernatural – serie TV, episodio 4x06 (2008)
- Psych – serie TV, episodi 6x16-7x01 (2012-2013)
- Massima allerta: Tornado a New York (NYC: Tornado Terror), regia di Tibor Takács – film TV (2008)
- 21-12-2012 La profezia dei Maya, regia di Jason Bourque – film TV (2011)
- You Me Her – serie TV, 6 episodi (2016)
- The Flash – serie TV, episodio 3x08 (2016)
- Riverdale – serie TV, episodio 2x15 (2018)
- Quando chiama il cuore (When Calls the Heart) – serie TV, episodi 5x01-6x03 (2018-2019)
- I misteri di Aurora Teagarden (Aurora Teagarden Mysteries) – serie TV, episodio 1x08 (2018)
- Unreal – serie TV, episodio 4x06 (2018)
- iZombie – serie TV, episodio 5x07 (2019)
- The Good Doctor – serie TV, episodio 4x01 (2020)
- Avvocati di famiglia (Family Law) – serie TV, 5 episodi (2021-2025)
- The Last of Us – serie TV, episodio 1x01 (2023)

## Doppiatori italiani
Nelle versioni in italiano delle opere in cui ha recitato, Jerry Wasserman è stato doppiato da:
- Vladimiro Conti in Io, Robot, Chi ha rubato la mia vita?
- Massimo Rinaldi in Sotto accusa
- Angelo Maggi in La mosca 2
- Manfredi Aliquò in Frequenze pericolose
- Enzo Avolio in X-Files (ep. 1x21)
- Franco Zucca in X-Files (ep. 2x11)
- Carlo Reali in Smallville (ep. 3x15)
- Mario Bombardieri in Smallville (ep. 4x10, 5x09)
- Oliviero Corbetta in The House of the Dead 2 - Uccidili... prima che uccidano te
- Raffaele Fallica in Crow Vs. Crow
- Massimo Lodolo in A Dangerous Man - Solo contro tutti
- Antonio Palumbo in Watchmen
- Pieraldo Ferrante in Psych
- Giorgio Locuratolo in Supernatural
- Marco Balzarotti in 21-12-2012 La profezia dei Maya
- Oliviero Dinelli in Doppio inganno
- Ambrogio Colombo in Riverdale
- Michele Kalamera in You Me Her
- Gianni Giuliano in iZombie
- Pierluigi Astore in Avvocati di famiglia (ep. 3x08)